# Abbaye des Prémontrés de Pont-à-Mousson
L'abbaye des Prémontrés de Pont-à-Mousson, connue aussi sous le nom de Sainte-Marie-Majeure, est un vaste bâtiment du XVIIIe siècle situé dans le quartier Saint-Martin, en bordure de la Moselle à Pont-à-Mousson, dans le département de Meurthe-et-Moselle (France). Anciennement occupée par l'ordre des Prémontrés, l'abbaye est aujourd'hui un centre culturel de la région Lorraine.
Cette abbaye (église, grand escalier, bibliothèque, salles ouvrant sur le cloître, réfectoire et cloître) fait l’objet d’un classement au titre des monuments historiques depuis le 30 juillet 1910. L'autre partie (séminaire) de l'abbaye fait l’objet d’un classement au titre des monuments historiques depuis le 19 septembre 1919.
L'abbaye abrite aujourd'hui, entre autres activités, 70 chambres d'hôtel trois étoiles.

## Histoire
À la suite de la décision de l'abbé de Sainte-Marie-au-Bois, Servais de Lairuelz, de transférer son abbaye à Pont-à-Mousson, une première abbaye fut construite au début du XVIIe siècle sur l'emplacement actuel, à proximité de l'Université de Pont-à-Mousson fondée par les jésuites. De cette première abbaye, il ne reste qu'un porche, un arc et deux portails de style Louis XIII.

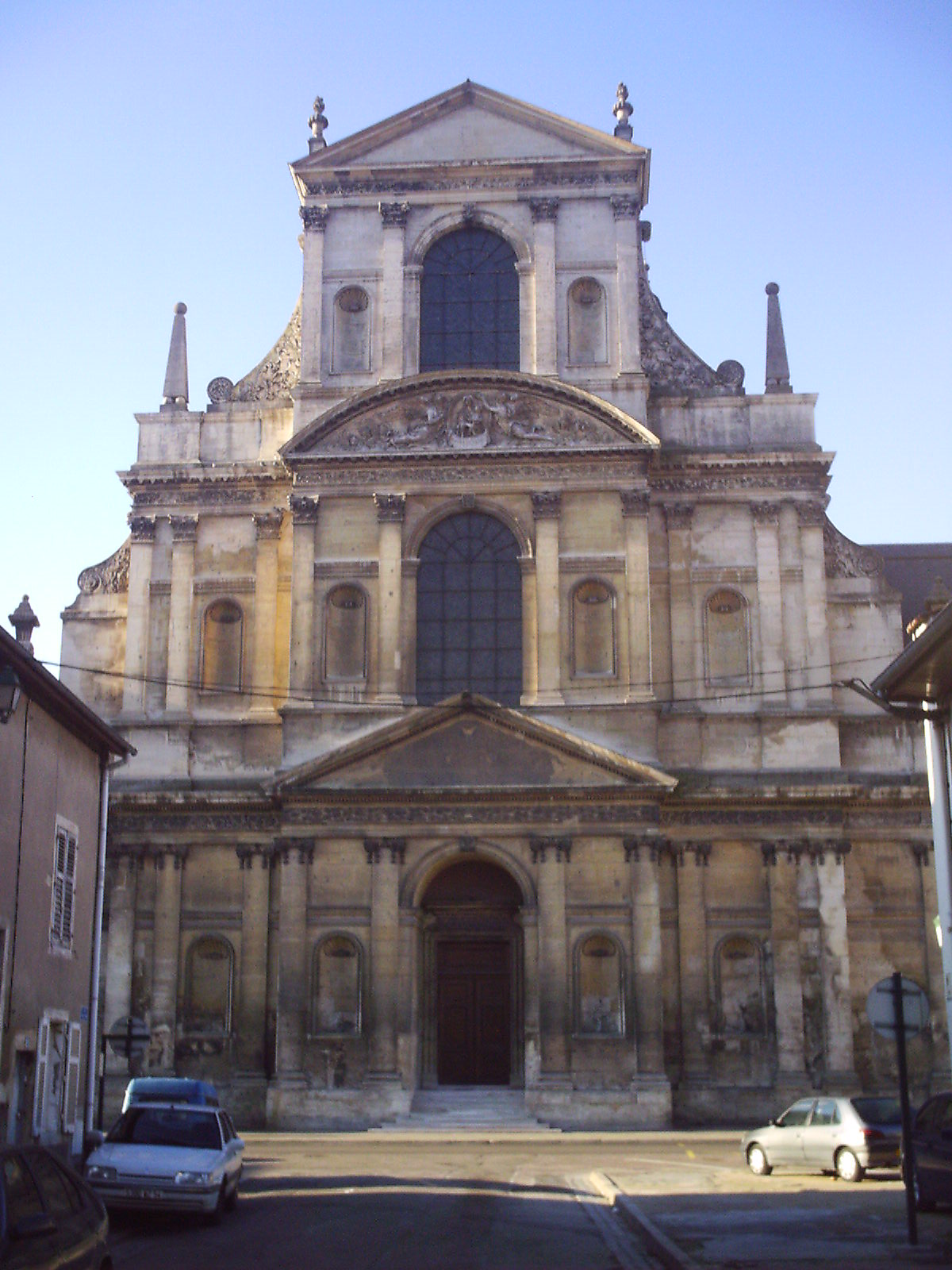
Façade de l'abbatiale.

Les travaux de l'abbaye actuelle ont commencé en 1705, sous le règne de Léopold Ier, duc de Lorraine et se sont terminés en 1735. Thomas Mordillac, architecte classique, fut chargé de la conception de l'abbaye. L'architecte Nicolas Pierson prit le relais. Ces deux architectes étaient eux-mêmes prémontrés.
Entre-temps la réforme de l'ordre des Prémontrés, dite aussi Réforme de Lorraine, initiée par l'abbé Servais de Lairuelz s'est propagée en France. Au moment de la construction, l'abbaye de Sainte-Marie-Majeure était la maison mère de la congrégation prémontrée de l'antique rigueur, soit une quarantaine d'abbayes, qui a peut-être contribué financièrement à la réalisation de cet édifice.
L'abbaye fut partiellement détruite en 1771 par un incendie.
En 1792, les pères Prémontrés furent expulsés.
Au XIXe siècle, l'ancienne abbaye abrita le petit séminaire diocésain ; elle servit d'hôpital pendant la Guerre franco-prussienne de 1870.
Après 1906, elle devint la  propriété de la ville de Pont-à-Mousson et servit de nouveau d'hôpital entre 1912 et 1944. Elle fut à nouveau détruite pendant la Seconde Guerre mondiale. En effet pour libérer le passage sur la Moselle en septembre 1944, le général Patton fit bombarder la ville tenue par les blindés allemands. Un incendie ravagea la bibliothèque et une grande partie des bâtiments dans la nuit du 3 septembre dont une fresque représentant la Cène due au peintre Joseph Gilles. L'abbaye resta ensuite à l'abandon durant plusieurs années.
La reconstruction de l'abbaye ne débuta qu'en 1957 et se poursuivit jusqu'en 1974, quand il fut décidé de faire des prémontrés un centre culturel lorrain à l’image de l’abbaye de Royaumont.
Le comité régional de tourisme de Lorraine y a notamment son siège.

## Le centre culturel
- « La Maison européenne des écritures contemporaines » y organise deux fois par an des rencontres artistiques.
- Christian Ragot, « Objets hors quarantaine », exposition rétrospective, 2001
- Le 22 novembre 1981, le compositeur américain John Cage y réalisa la création mondiale de Thirty Pieces for Five Orchestras, avec l'orchestre philharmonique de Lorraine à l'occasion des 10e Rencontres internationales de musique contemporaine de Metz[4],[5].

## Architecture
L'église abbatiale est un mélange des styles baroque et classique. Elle est composée de trois nefs de même hauteur, séparées par des rangées de colonnes (église-halle). Les tours de l'abbatiale sont situées de part et d'autre du chevet et sont invisibles depuis la façade qui possède les proportions très équilibrées du baroque.
Les principaux bâtiments s'organisent autour du cloître. On peut signaler le chauffoir des chanoines, la salle Saint-Norbert, le réfectoire des chanoines et l'escalier ovale de l'Atlante, justifiant la réputation des prémontrés de construire des escaliers remarquables.

## Galerie

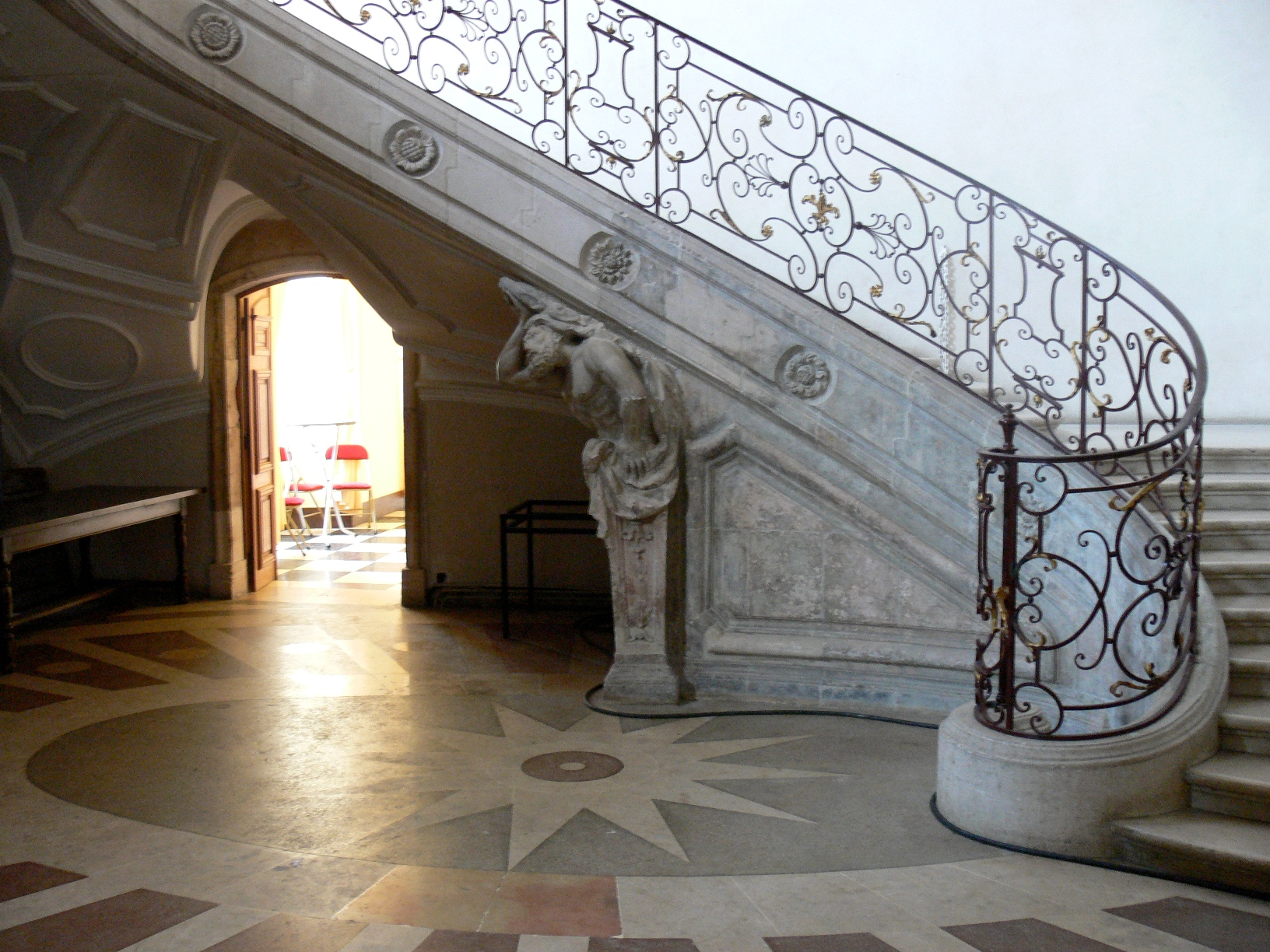
Escalier de l'Atlante.
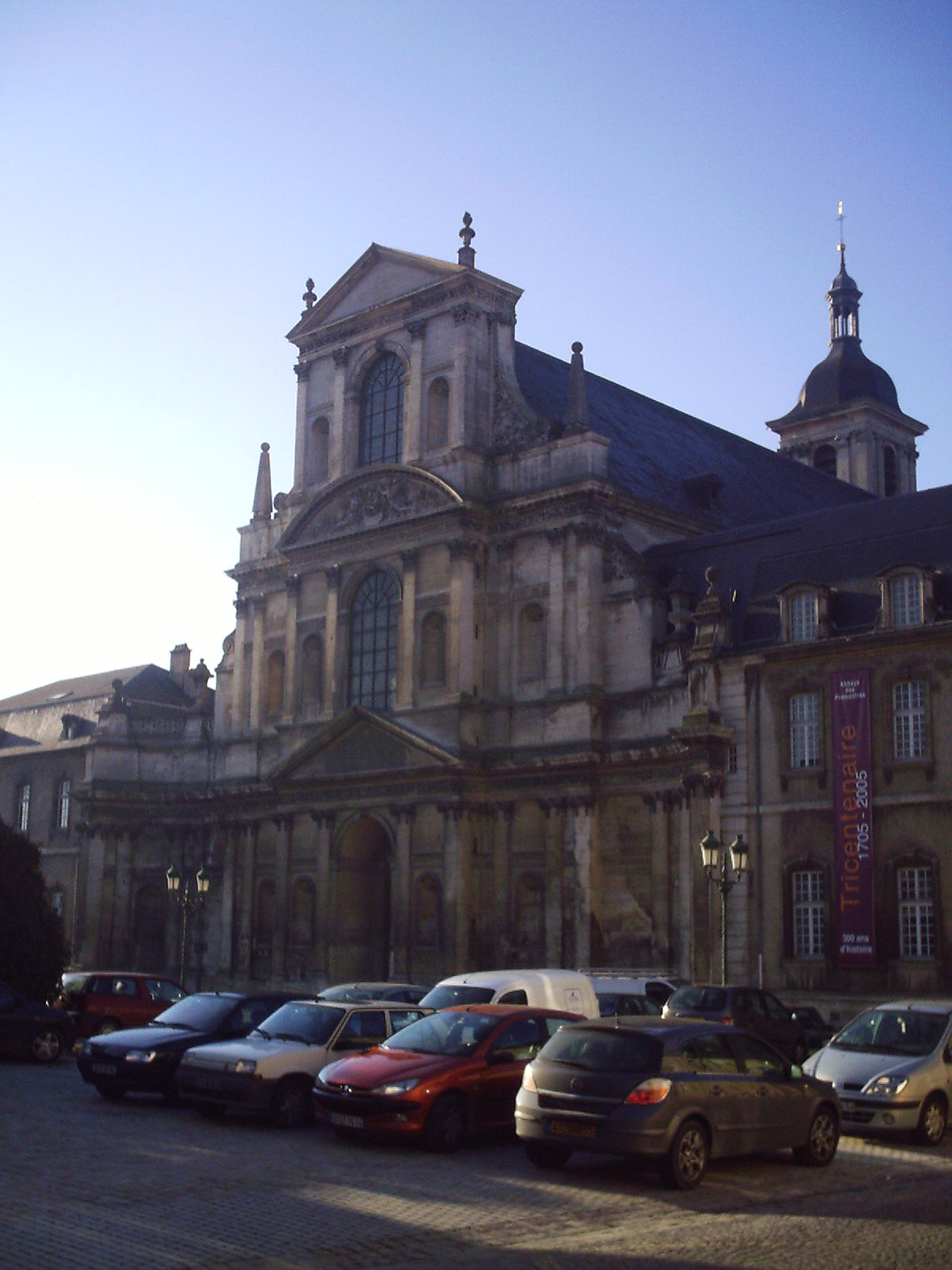
Façade de l'abbatiale en perspective.
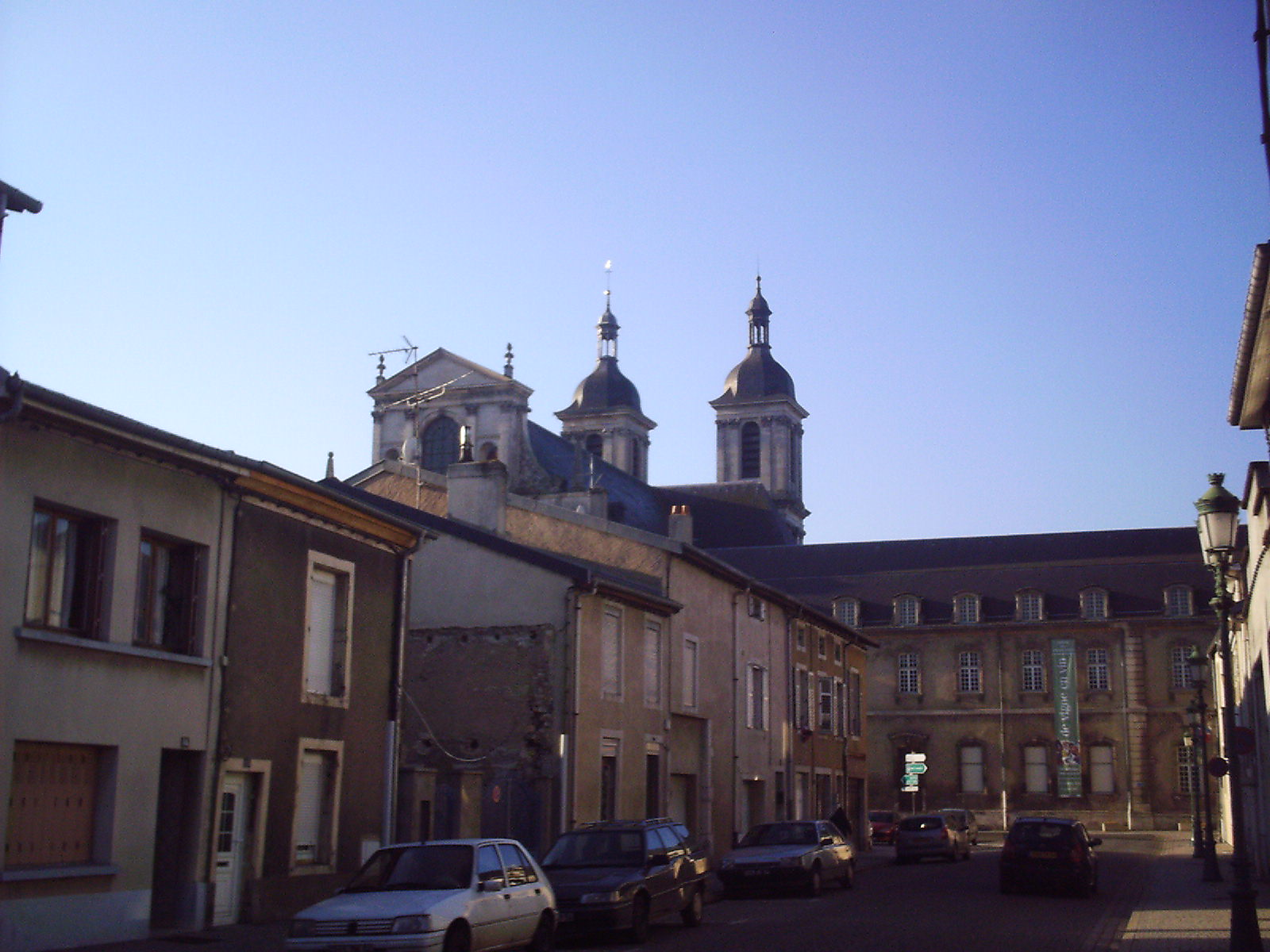
Toiture de l'abbatiale surplombant les maisons.
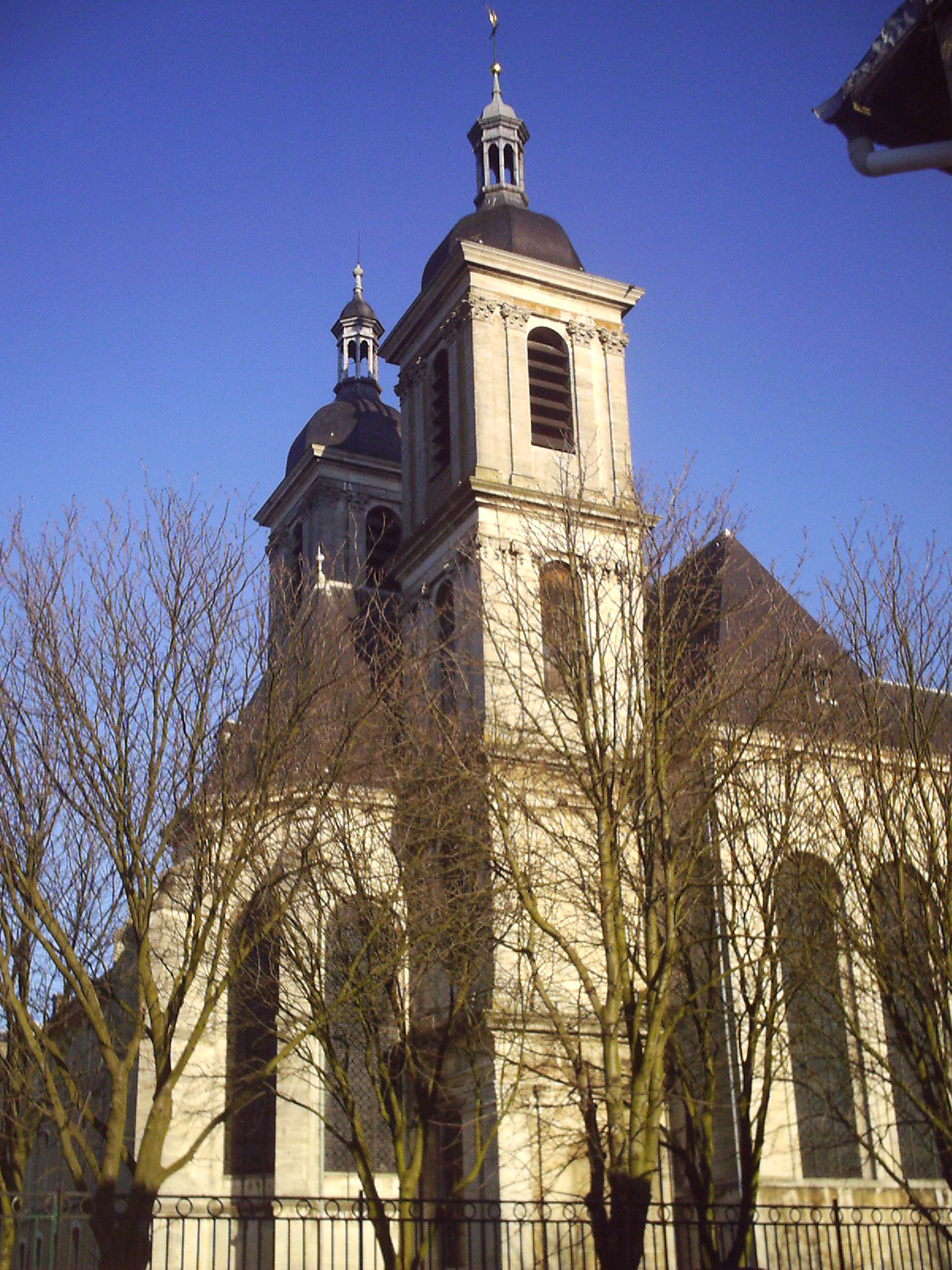
Chevet de l'abbatiale.
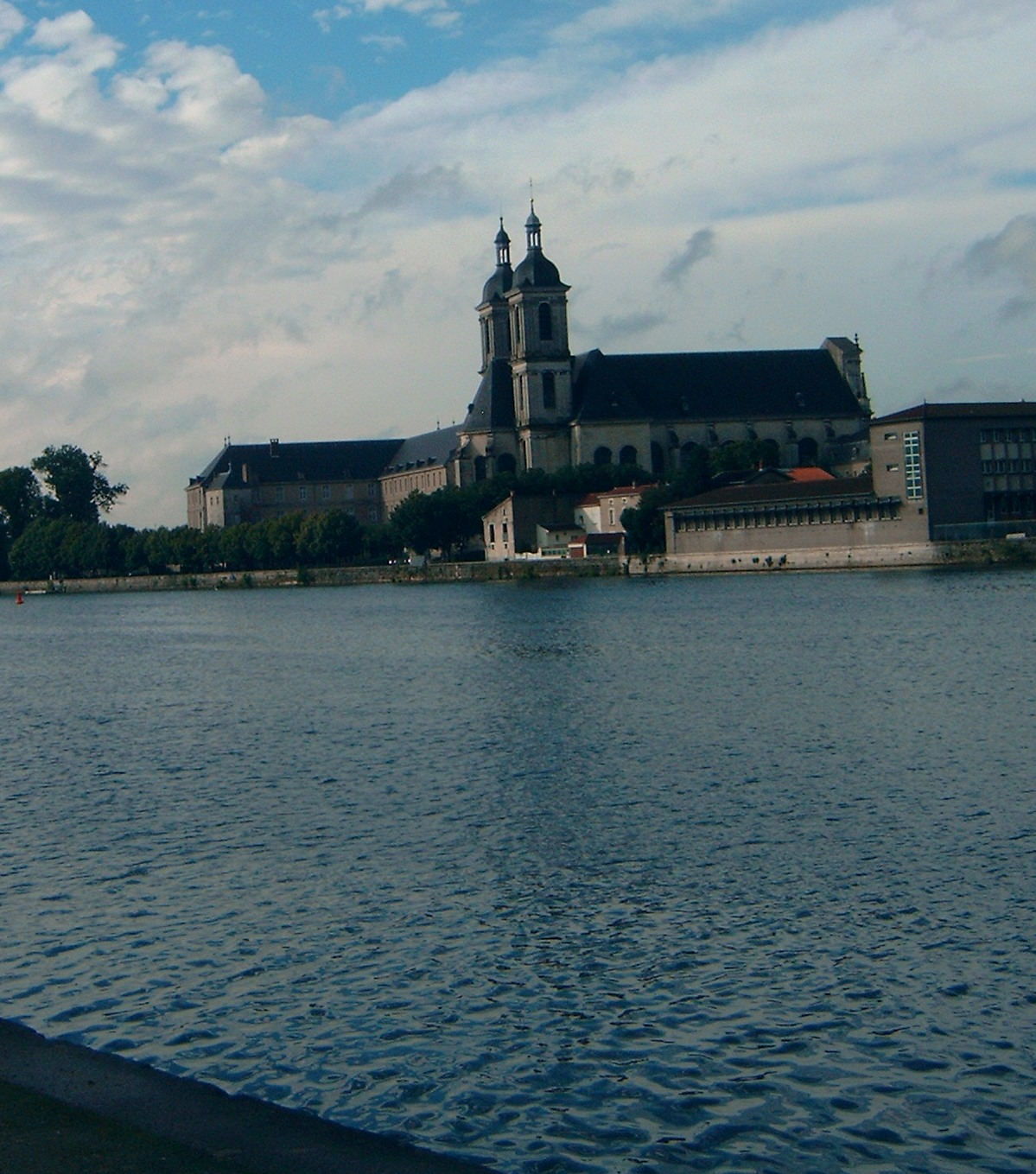
Abbatiale vue depuis la rive gauche.

## Armoiries

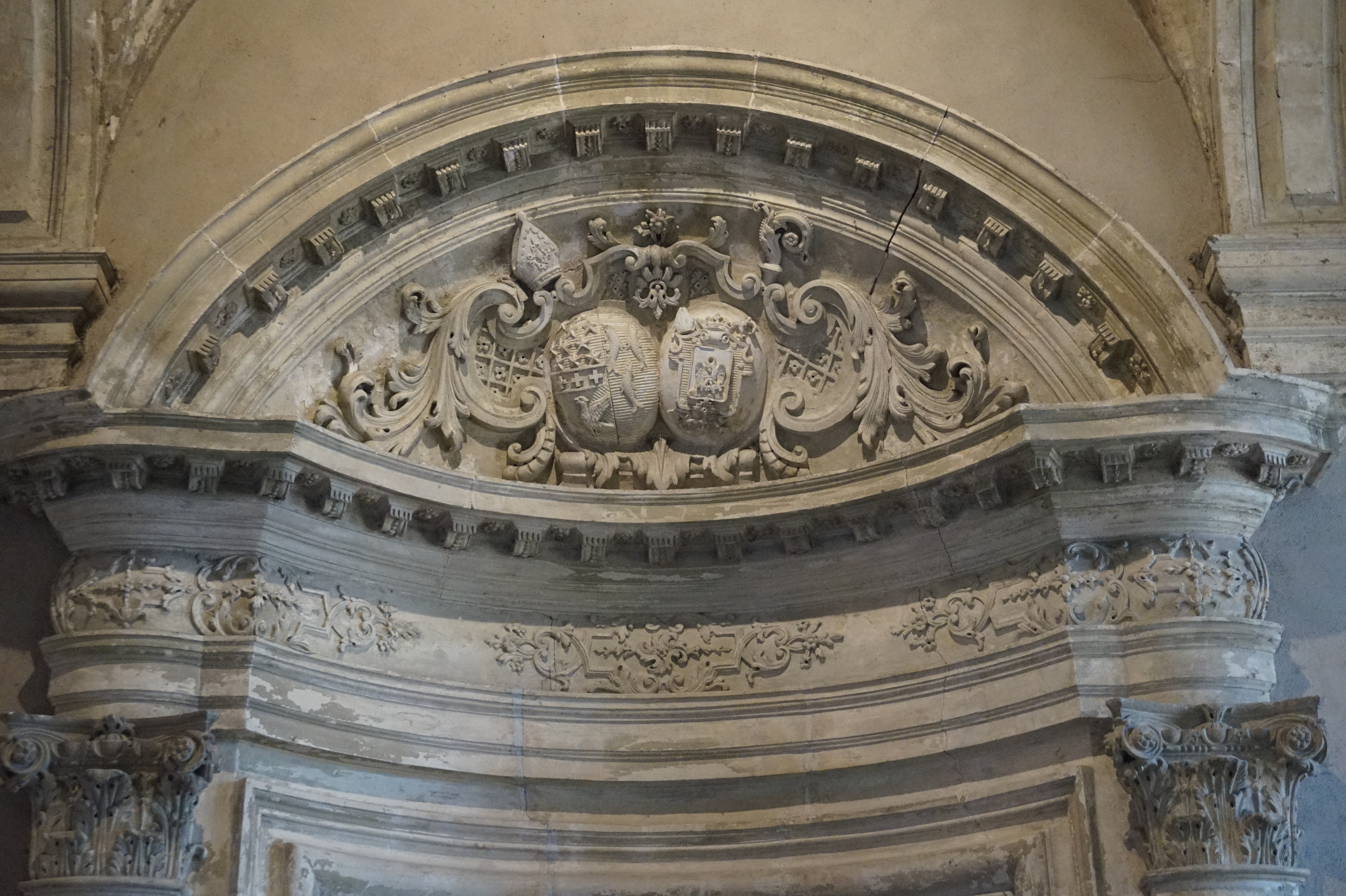
Armoiries de l'abbé Nicolas Félix et de Mgr Lavigerie.

Le blason de l'abbaye des Prémontrés de Pont-à-Mousson, répertorié dans l'Armorial général de France, est : d'azur à trois barbeaux d'argent.
On trouve le blason de l'abbaye réuni à celui de l'abbé Nicolas Félix, pendant sa prélature, dans l'ex-libris de la bibliothèque de l'abbaye, réalisé en 1751 par Nicole, graveur à Nancy,.